# ZONE OF GOLD
『ZONE OF GOLD』（ゾーン・オブ・ゴールド）は、三代目 J SOUL BROTHERS from EXILE TRIBEのボーカル、RYUJI IMAICHIの通算2枚目のオリジナル・アルバムである。2020年1月15日にrhythm zoneから発売された。

## 概要
- 最新シングル「RILY」、初主演映画の主題歌「Church by the sea」や、新曲5曲など、全7曲を収録。
- DVD/Blu-rayには、新曲「ZONE OF GOLD」など4曲のミュージック・ビデオを収録。

## 収録曲

### CD
1. ZONE OF GOLD (3:15)
作詞・作曲：RYUJI IMAICHI, YVES&ADAMS, T-SK, BIG-F
2. TUXEDO (2:55)
作詞：RYUJI IMAICHI, YVES&ADAMS、作曲：Erik Lidbom, MLC
  - じゃらん 2020春CM「今市隆二と旅しよう。」篇
3. Kiss & Tell (3:27)
作詞：TOMA, YVES&ADAMS 作曲：FAST LANE, MARIA MARCUS & ANDREW CHOI
4. Sweet Therapy (4:14)
作詞・作曲：RYUJI IMAICHI, T-SK, HIROMI, BIG-F
5. RILY (3:00)
作詞・作曲：RYUJI IMAICHI, JAY'ED, Chaki Zulu
6. Church by the sea (4:47)
作詞：小竹正人、作曲：MATS LIE SKARE, FAST LANE
  - 映画『その瞬間、僕は泣きたくなった-CINEMA FIGHTERS project-「On The Way」』主題歌
7. Over The Night (3:59) 
作詞：TAKANORI (LL BROTHERS)、ALLY 作曲：FAST LANE RICO GREENE

### DVD/Blu-ray
- Music Video -
1. ZONE OF GOLD
2. Sweet Therapy
3. RILY
4. Church by the sea